# محمدآباد مختار
محمدآباد مختار ۱، روستایی از توابع بخش مرکزی شهرستان رفسنجان در استان کرمان ایران است.

## جمعیت
این روستا در دهستان آزادگان (رفسنجان) قرار دارد و براساس سرشماری مرکز آمار ایران در سال ۱۳۸۵، جمعیت آن ۸۶ نفر (۲۱خانوار) بوده‌است.